# Дзабайоне
Дзабайòне (на италиански: zabaione, zabajone или zabaglione) е сладък и пенещ се крем, направен от яйчени жълтъци, захар и вино или ликьорно вино (обикновено Мускат от Асти или Марсала). Десертната версия е лек бит крем, за да се вкара в него голямо количество въздух.
Дзабайоне е широко разпространен в много европейски страни, както в домашната кухня, така и при топ готвачите.

## Етимология
Според някои теории името „дзабайоне“ може да произлиза от zabaja – сладка напитка, консумирана в миналото във Венеция и идваща от илирийското крайбрежие.

## История
Дзабайоне има няколковековна история. Въпреки това, както при много рецепти, чиято памет се губи през вековете, за произхода му има много легенди.
Италианският десерт датира от втората половина на 15 век, когато рецептата за дзабайоне се появява в колекцията от ръкописи в Библиотеката на Пиерпон Морган в Ню Йорк „Неаполитански готвач“ (Cuoco napoletano). В Тоскана се казва, че Дзабайоне е добре познат от 16 век, като е много популярен в двора на Катерина Медичи. В Емилия-Романя се твърди, че е кръстен през 1471 г. на името на кондотиера Джампаоло Балиони (на диалект Zuan Bajòun), чиито хора, търсейки храна за войските му, намират само яйца, мед, бяло вино и билки. Друга установена традиция твърди, че рецептата е въведена през 16 век в Торино: първоначално наречена „Крем на Сан Байон“, а по-късно става просто „Самбайон“ в памет на францисканеца Свети Паскал Байон – покровител на готвачите и сладкарите.
През 1570 г. известният майстор готвач Бартоломео Скапи в своята Opera дава детайлни инструкции за приготвянето на дзабайоне.
Дзабайоне дава началото в Италия на добре познати ликьори като Vov, датиращ от 1845 г., и Zabov – от 1946 г., и двата регистрирани търговски марки. Днес рецептата е широко разпространена на много места, свързвайки се с различни традиционни ликьорни вина (Порто, Марсала, Шери, Ривсалт, Мускат). От 2015 г. Дзабайоне е един от Традиционните пиемонтски хранително-вкусови продукти.
От 1960-те години в ресторанти в райони на САЩ с голямо италианско население дзабайоне обикновено се сервира с ягоди, боровинки, праскови и др. в чаши за шампанско. Десертът е популярен в Аржентина и Уругвай, където е известен като sambayón (от пиемонтския sambajon) и е популярен вкус на сладолед. В Колумбия името му е sabajón. Във Венецуела има и сродна десертна напитка на основата на яйца, наречена ponche crema, консумирана почти изключително по Коледа.
Французите приемат рецептата като част от своята система от сосове в нач. на 19 век г. като десертен крем, наречен Sabayon. До 20 век името „Сабайон“ също се използва за описване на пикантни бульони и сосове на основата на яйчен жълтък.

## Характеристики и приготвяне
Дзабайоне използва сурови яйчни жълтъци и се приготвя горещ на водна баня, като се бърка постоянно до много мека консистенция с кухненска бъркалка.
Придружава разфасовки сметанов сладолед, някои бисквити като пасте ди мелига и котешки езичета, както и малко торти с орехи и лешници; той е основната основа на пълнежа за торта Остилия. Най-често се сервира с вино Марсала (въпреки че има и други вина). Може да се завърши с разбит белтък или понякога с бита сметана. Понякога виното се пропуска, когато се сервира на деца или на въздържатели. Тогава всъщност е доста различен десерт. Понякога впоследствие може да бъде овкусен с малко количество еспресо и най-често е наричан „Бито яйце“ (на итал. Uovo sbattuto).

## Варианти
Възможен вариант на Дзабайоне е Фалдакиера (faldacchiera) – сос на основата на яйца и захар, използван като пълнеж за десерти от регион Пулия като Коледна риба и Великденски козунак.